# Leptohyphes ecuador
Leptohyphes ecuador is een haft uit de familie Leptohyphidae. De wetenschappelijke naam van de soort is voor het eerst geldig gepubliceerd in 1968 door Mayo.
De soort komt voor in het Neotropisch gebied.